# 공감각
공감각(共感覺, synesthesia, synæsthesia)은 인간의 오감 중 한 영역의 감관에 자극이 주어졌을 때 그 자극이 다른 영역의 자극을 불러일으키는 현상을 일컫는다.

## 어원
공감각은 유럽어에서 그리스어에서 파생된 표현으로 표기된다. 영어권에서의 명칭은 Synaesthesia이며 여타 유럽권, 가령 독일어(Synasthesie)에서나 프랑스어(Synesthesie)에서 보이는 바와 같이 여타 유럽권의 언어에서도 이 철자법은 거의 차이를 보이지 않는다. 이는 이 공감각의 어원이 고대 그리스 언어에서 생겨났기 때문이다. 함께(together)라는 뜻을 가진 σύν(syn), 감각(sensation)이라는 의미를 내포하고 있는 αἴσθησις (aisthēsis)로 영어권의 명칭인 Synaesthesia가 생겨났으며, 이 단어의 복수형(Synaesthesiae) 또한 그 어원을 탄생시킨 고대 언어의 문법을 따른다

## 연구
공감각에 관한 연구의 역사는 고대 그리스 철학자들이 음악과 색을 결부시켰다는 사료의 자취를 기반으로, 아이작 뉴턴(Isaac Newton)이 제안했던 음조와 색조 간의 차이에서 그 시작을 찾을 수 있다. 이 증명은 오류로 드러났으나, 색청(色聽)에 관한 연구는 1812년 독일에서 계속되었다. 1871년에는 구스타프 페흐너(Gustav Fechner)가 73명의 공감각자들이 보인 공감각 능력에 대해 보고하였으며, 뒤이어 1880년대에 쓰여진 프란시스 갈톤(Francis Galton)의 논문에 또한 같은 항목이 다루어지기도 하였다. 이처럼 공감각은 19세기부터 연구되어왔으나, 행동주의 심리학의 대두와 함께 불확실하고 애매한 측정 방법과 기준으로 그 연구가 한동안 소강 상태에 이르렀다. 다시 관심과 조명을 받기 시작한 1980년대부터, 공감각은 인지적 관점에서 다루어지기 시작했으며 현대에는 특히 뇌과학 관련 연구에서 그 진행과정을 찾을 수 있다.

## 정의

### 인문학적 정의
인간의 기존 오감은 자극과 반응이 일대일을 이룬다. 그러나 공감각은 하나의 자극에 대응하여 두 개 이상의 감각이 연합되어 인출되는 반응을 의미한다. 이러한 현상은 특히 문학과 예술에서 주로 나타나는 경향을 보인다. 서구 근현대 문학, 가까이는 1920~1930년대 한국에서 활동했던 모더니스트들의 시들에서 흔히 보이는 공감각적 심상 등이 인문 예술 분야에서 보이는 공감각 현상의 적확한 예라고 할 수 있다. 대표적으로 꼽는 작품인 김광균의 와사등에서, '피부의 바깥에 스미는 어둠'이라는 문장은 시각적 심상이 촉각적 심상의 형태로 전이되는 공감각적 현상을 잘 보여준다. 탈경계를 지향하는 요즘의 현대미술에서 또한, 공감각은 유도되며 지향되는 바인 동시에 활용되는 기법으로 사용되기도 한다. 소리와 빛, 냄새 같은 복수 형태의 감각요소들을 작품에 차용하고 있는 최근의 설치미술에서 흔히 보이는 예이다. 물론 실제로 이러한 기법을 사용하는 이들이 공감각자인 경우도 있지만(5번 항목 참조), 모두가 그러한 것은 아니다. 즉 여기서의 공감각적 심상은 인지에서의 공감각과 심상이 결부된 용어라기보다는, 인문·예술 분야에 통용되는 동시에 국한되는 하나의 미학적 기법에 가깝다.

### 인지과학적 정의
감관으로 수용되는 감각에 대한 심상과, 그 심상이 일어나게 하는 물리적 자극 사이의 대응이 서로 연합되어 지각되는 경우를 뜻한다. 감각의 경계를 넘어선 감각현상으로서의 공감각은 주로 뇌과학적 측면에서 연구되고 있는데, 공감각은 자극으로 인한 반응, 즉 2차 감각이 현실적인 경우와 표상적 차원에서 머무르는 경우, 또는 단순한 사고에 그치는 경우 등 정도의 차이를 갖는다. 평소에 강한 공감각적 능력에 의한 경험이 없는 보통 사람들 또한 특수한 실험 조건에서는 공감각과 같은 감각 간의 상호 영향이 생길 수 있는데, 이러한 영향을 통양상적 현상이라 정의한다. 이러한 감각 사이의 혼합은 주로 뇌의 시상에서 빚어진다고 짐작되는 것이 일반적이며, 원인에 관한 여러 이론은 다수 존재한다.

## 인지적 원인 및 현상 설명
공감각적 정의에 충실할 때, 인간은 누구나 관련된 경험을 약간씩 갖고 있다. 파란 방에 들어갔을 때보다 붉은 방에 들어갔을 때 덥게 느낀다거나, 채도가 낮은 색을 무겁게 느낀다거나 하는 것이 그 대표적인 예라고 볼 수 있다. 과거 인지과학의 논의에서는 학습을 그 원인이라고 보았다. 태양과 불을 난색과 동일시하는 학습을 시작하면서 자연히 색과 온도 간의 상관관계가 성립된다고 보았기 때문이다.
지금의 인지과학적 논의에서는 보다 다양한 변수들을 뇌과학과 결부지어 연구를 전개시키고 있다. 현재 학계에서 일반적으로 통용되는 가장 유력한 설명은 뇌의 정보처리에서 빚어지는 혼선의 문제라고 볼 수 있다. 이 문제는 뇌에서 정보를 전달하는 부위인 시상에서 벌어진다고 본다. 눈과 귀, 코, 혀 등의 감각 기관에서 여러 감각 정보들은 각각의 수용기를 거쳐 뇌에 도달하는데, 이 모든 감각 정보들을 종합하여 대뇌피질로 전달시키는 중계핵이 바로 시상이기 때문이다. 이 시상에서 신경 통로의 혼선이 빚어지면서 기존의 일대일 대응이 아닌, 일 대 다수 혹은 다수 대 다수로 전이되는 감각의 반응인 공감각이 일어난다는 설명이다.
그밖에 공감각을 신경세포의 '가지치기'가 미완성된 단계로 보는 이론이나, 경험을 통한 학습이 공감각을 만든다는 기존의 이론에 신경생리학적 기전이 결합된 이론 등이 있다. 전자는 갓 태어난 인간의 뇌를 감각 경로가 미분화된 상태로 놓는다. 성장에 따른 경험, 그에 의한 학습을 통해 감각통로는 독립성을 획득하며 이 과정에서 불필요한 감각의 연계는 차차 사라지게 된다. 공감각의 경우 이 연계의 삭제가 완전히 이루어지지 않은 미분화의 단계라고 볼 수 있는 것이다.
후자 이론의 경우, 독립된 감각 통로를 상정하되, 질감과 리듬감과 같은 경계가 모호한 감각 특징들이 관련된 감각 통로로 함께 통합되어 처리된다는 설명으로 공감각 현상을 뒷받침한다. 즉 감각 통로를 유사한 성질의 정보를 통합하고 처리하는 경로로 전제함으로써 이루어지는 이론이다. 이러한 공감각적 정보처리를 언어의 시작으로 보는 견해 또한 존재한다.
공감각은 약물 복용이나 외상, 간질을 경험하거나, 시력이나 청력을 후천적으로 잃은 사람들에게서 간혹 발견되기도 하며, 이러한 사례 보고들은 인지과학적으로 공감각을 설명하는 이론에 지속적으로 영향을 주고 있다.

## 보고 사례

### 소리에 색이 보이는 공감각(색청, 色聽, Coloured hearing)
하나의 음에서 색채를 느끼는 반응을 의미한다. 청각과 시각의 반응적 미분화에 의해 일어난다는 설이 유력하다. 음과 색채 간의 관계는 감각의 공통성에 기초에 두되, 경험에 의해 조건부의 영향이 나타난다. 아이작 뉴턴이 제안한 색조와 음조 간의 관계와 유사한 근저에 있다고 볼 수 있다. 1812년 독일에서 연구가 진전되었던 바 있다.
작곡가 니콜라이 림스키코르사코프(Nikolai Rimsky-Korsakov)의 음에 대한 인지는 색청의 전형을 보인다. 예를 들어 C 장조는 흰색, A 장조는 불그스름한 장밋빛이며 각각의 음조에서 단조로 바뀔 때 인지되는 색 또한 달라진다. E 장조가 반짝이는 사파이어 빛인 데에 반해 E 단조는 어두운 회청색으로 인식되는 등이다.
괴테(Johann Wolfgang von Goethe)가 컬러 하프시코드를 개발하려 한 적이 있다는 기록도 색청에 관한 자료로 분류된다. 실제로 그와 같은 맥락에서 러시아의 작곡가 이고리 스트라빈스키(Igor Fedorovich Stravinsky)가(확인 필요. Alexander Scriabin의 '색광오르간'과 혼동한 것으로 보임) 20세기 초에 개발한 컬러 하프시코드의 기록이 남아 있다. 이는 건반을 누를 때 그 음에 따라 특정한 색을 띤 전구에 불이 들어오는 방식으로 이루어졌다고 한다.

### 촉각에 색이 보이는 공감각
2-1에서 김광균의 작품에서와 같이 시각이 촉각으로 전이된 예다.
인지적 측면에서 이러한 방향의 연구는 최근 맹인을 위한 색채 점자에서 확대되었다. 영국의 디자이너 로이스 로리가 개발한 이 색채 점자는 요철이 주는 촉감이 색채를 구현하는 방식으로 이루어져 있다. 실제로 맹인들은 이 점자를 통해 빨강과 파랑이 주는 고유의 이미지를 떠올릴 수 있었다. 이는 촉각과 시각의 공감각적 공통점을 이용한 한 사례라고 볼 수 있다.

### 형태에서 색이 보이는 공감각(색-자소 공감각)
글자 혹은 숫자에서 색채를 느끼는 경우이다. 이러한 공감각 능력은 랭보(Jean Nicolas Arthur Rimbaud)처럼 알파벳에서 떠오르는 색채를 감지한다. 개인마다 떠올리고 느끼는 색채는 다르지만, 다수의 공감각자들을 대상으로 한 연구는 하나의 글자 혹은 숫자가 이들에게서 평균적으로 떠올리게 하는 색이 존재함을 밝혀내고 있다.
프란시스 갈톤은 1880년의 논문에서 숫자와 관련된 색채적, 형태적 감각을 처음으로 밝혀내었다. 이후의 연구가 이를 공감각의 일종으로 정의하였다.

### 시간단위로 색이 보이는 공감각
한국인 사이에도 비율은 비교적 높다고 생각할 수 있지만 구미의 통계에서는 문자에 색이 보이는 공감각에 이은 위치를 차지한다. 동서양에 극단적인 차이가 있는 공감각의 하나.

### 사람의 성격·모습에 색이 보이는 공감각
아우라와 동일시하는 방향이 있지만 검증된 것은 아니다.

### 사람을 본 것만으로 촉각을 기억하는 공감각
미러 터치 공감각으로서 적어도 실재는 확인되었다. 미러 터치 공감각의 항을 참조.

### 오르가즘에 색이 보이는 공감각
윤리상 검증이 곤란하지만 보관 유지를 호소하는 사람이 존재한다.

## 미러 터치 공감각
제삼자가 대상자에게 접하고 있는 것을 봐 자신이 대상자에게 접하고 있는 것과 같은 촉각이 생기거나 제삼자가 대상자가 닿은 것을 봐 자신이 대상자가 닿고 있는 것과 같은 촉각이 생기거나 하는 공감각은, 특히 미러 터치 공감각으로 불린다. 제삼자를 개좌도에, 대상자의 신체 부위를 본 것만으로 그 부위에 실제로 접한 것과 같은 촉각이 생기는 케이스도 있지만, 「미러 터치」라고 하는 호칭은 어울리지 않게 된다. 또, 제삼자가 사람축에 들지 못한 사람 사이(물체나 동식물)인 케이스도 있지만, 이것도 「미러」라 말할 수 없다. 즉, 「미러 터치」라는 호칭은, 다른 인간을 개재시켜 또 다른 인간을 손대는(다른 인간의 신체를 자신의 신체인 것 같이 빌린다) 공감각에 줄 수 있는 것이다. 이것에 해당하지 않는 예외에 대해서는, 향후 새롭게 호칭이 주어질 가능성도 있다.
남성 중에는, 미러 터치 공감각이 여성에게 밖에 일어나지 않는 사람이 있다. 이러한 남성은, 제삼자나 물체가 여성에게 접하고 있는 광경을 보는 것만으로, 그 여성에게 접하고 있는 촉각을 일으킨다.(일본인 남성의 보고예)
이것들 미러 터치 공감각자가 호소하는 특이한 감각의 존재는, 몇 개의 실험에 의해서 확인되고 있다. 예를 들면, Michael J Banissy & Jamie Ward 등에 의한 실험에서는, 뺨으로의 자극을 이용해, 「실제로 접하지 않은 뺨을 접했다고 대답하는 오류가, 미러 터치 공감각자에게 빈발한다」는 일을 검증했다.
미러 터치 공감각에 의해서 생기는 촉각은, 대상자나 물체에 물리적으로 접촉했을 경우와 같은 것이라고 느껴지는 것에도 불구하고, 많은 경우, 자아와 타아와의 구별, 물리적 접촉이라고 공감각 목표 접촉과의 구별에의 이해가 없어질 것은 없다.

## 관련 문화·예술 사례들
아르튀르 랭보는 색-자소 공감각(4번 항목 참조)적 능력을 가지고 있었다고 전해지기도 한다. 그가 공감각적 능력을 갖고 있었는지에 대한 구체적인 기록은 없지만, '모음들'이라는 시에서 알파벳과 연계된 공감각적 심상은 확연하게 드러난다. 러시아의 작가 블라디미르 나보코프(Vladimir Nabokov)또한 색-자소 공감각을 경험했으며 자신의 자서전에 그러한 사실을 쓴 바 있다. 프란츠 리스트(Franz Liszt)와 스트라빈스키, 림스키코르사코프 등과 같은 작곡가들 또한 색청에 속하는 대표적 작곡가라고 할 수 있다. 러시아의 화가인 바실리 칸딘스키(Wassily Kandinsky) 또한 색과 소리, 촉각, 그리고 냄새 같은 오감적 요소를 색으로 표현하는 개념적 추상화를 그린 것으로 유명하다.

## 같이 보기
- 대칭감각증(Allochiria)
- 착후각증(Parosmia)
- 표의음(Ideophone)
- 환각